# Sharon Farrell

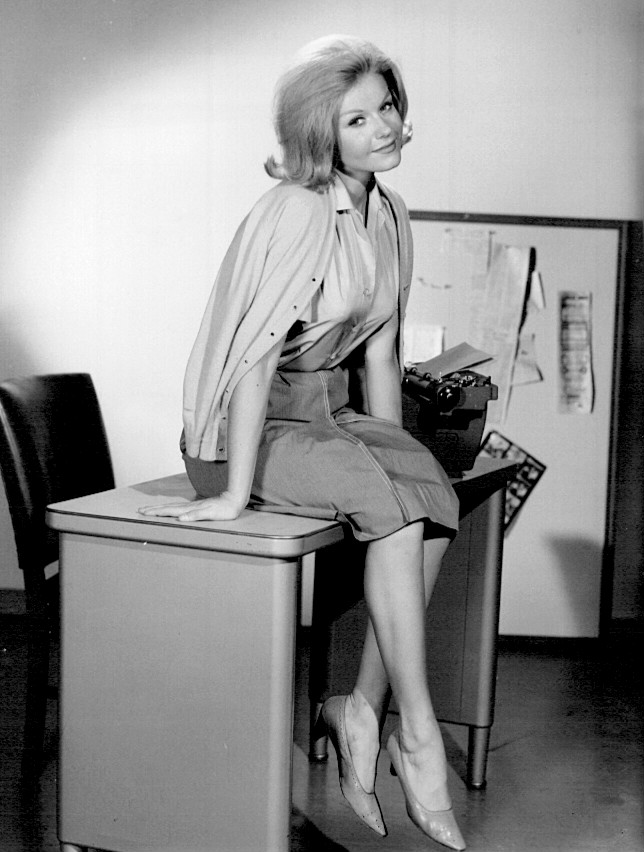
En la serie de televisión Saints and Sinners (1962)

Sharon Farrell (nacida Sharon Forsmoe, Sioux City, Iowa; 24 de diciembre de 1940 – Condado de Orange, California; 15 de mayo de 2023) fue una actriz y bailarina estadounidense. Inicialmente comenzó su carrera como bailarina en la compañía American Ballet Theatre y debutó en el cine en 1959 con Kiss Her Goodbye, a la que siguieron papeles en 40 Pounds of Trouble (1962), A Lovely Way to Die (1968) y la película neo-noir Marlowe (1969). Trabajó prolíficamente en televisión, incluyendo papeles recurrentes en las series Saints and Sinners (1962), Dr. Kildare (1965) y Hawaii Five-O (1980).
Otros papeles de Farrell incluyen la película de terror de Larry Cohen It's Alive (1974), la película dramática de Dennis Hopper Out of the Blue (1980) y la comedia adolescente Can't Buy Me Love (1987). Continuó apareciendo en televisión y cine hasta 1999. En 2013, reapareció en un papel secundario en la serie web Broken at Love. Hasta su muerte en 2023, fue la última miembro viva del reparto de Hawaii Five-O.

## Primeros años
Nacida como Sharon Forsmoe en la víspera de Navidad de 1940 siendo hija de Hazel Ruth (de soltera Huffman) y Darrel LaValle Forsmoe en Sioux City, Iowa, era de ascendencia noruega y se crio junto a su hermana, Dale Candice, en una familia luterana. Durante su infancia, Farrell estudió ballet y participó en el departamento de teatro durante la escuela secundaria. Farrell realizó una gira con la American Ballet Theatre Company como bailarina, lo que la llevó a la ciudad de Nueva York.

## Carrera
Farrell debutó como actriz a los 18 años en la película Kiss Her Goodbye, de 1959. Su nombre artístico es una combinación de su apellido y el nombre de pila de su padre, Darrel, con una "F" de Forsmoe y dos "L".
A lo largo de las décadas de 1960 a 1980, Farrell apareció en películas como The Reivers (1969), Marlowe (1969), It's Alive (1974), The Stunt Man (1980), Out of the Blue (1980), Night of the Comet (1984), y Can't Buy Me Love (1987).[cita requerida]
Además de su trabajo en el cine, Farrell también apareció como invitada en varias series de televisión, entre ellas Death Valley Days, Gunsmoke, The Wild Wild West, The Man from U.N.C.L.E, I Dream of Jeannie, My Favorite Martian, The Beverly Hillbillies,  The Alfred Hitchcock Hour, y Hawaii Five-O.
En 1991 se unió al reparto de la longeva telenovela The Young and the Restless, donde permaneció hasta 1997. El último papel de Farrell en televisión fue en un episodio de JAG en 1999.[cita requerida]
Entre 2013 y 2014, Farrell apareció en la serie web Broken at Love, lo que supuso su primera aparición en pantalla en catorce años.

## Vida personal y muerte
El primer matrimonio de Farrell fue con el actor Andrew Prine en 1962. Más tarde se divorciaron, según se informa, tras solo un mes y diez días de convivencia.
Farrell tuvo un hijo, Chance Boyer, nacido cuando salía con el actor John F. Boyer. Tras el nacimiento de Chance en 1970, Farrell sufrió una embolia que le provocó un paro cardíaco de cuatro minutos. Sufrió graves daños cerebrales que le provocaron pérdida de memoria y discapacidades físicas. Con la ayuda de sus colegas, Farrell trabajó para recuperar sus capacidades, incluida la memoria. Reanudó su carrera como actriz, pero durante muchos años mantuvo su enfermedad en secreto siguiendo el consejo de su amigo y actor Steve McQueen, quien le advirtió que si se corría la voz, su carrera estaría acabada.
Farrell estuvo casada con el director Dale Trevillian durante 32 años. En su autobiografía Sharon Farrell: "Hollywood Princess" from Sioux City, Iowa, afirmó que había tenido relaciones sentimentales con muchos personajes famosos, entre ellos Che Guevara, Steve McQueen y Bruce Lee.
Sin que se haya informado hasta el 5 de agosto de 2023, Farrell falleció el 15 de mayo de 2023, a la edad de 82 años, posiblemente en el condado de Orange, California, o en el Los Angeles Downtown Medical Center. Era la última miembro viva del reparto de Hawaii Five-O.

## Filmografía

### Cine
| Año  | Título               | Papel            | Notas |
| ---- | -------------------- | ---------------- | ----- |
| 1959 | Kiss Her Goodbye     | Emily Wilson     |       |
| 1962 | 40 Pounds of Trouble | Dolores          |       |
| 1965 | The Spy with My Face | Sandy Wister     |       |
| 1968 | A Lovely Way to Die  | Carol            |       |
| 1969 | Marlowe              | Orfamay Quest    |       |
| 1969 | The Reivers          | Corrie           |       |
| 1971 | The Love Machine     | Maggie Stewart   |       |
| 1974 | It's Alive           | Lenore           |       |
| 1976 | The Premonition      | Sheri Bennett    |       |
| 1978 | The Fifth Floor      | Melanie          |       |
| 1980 | Out of the Blue      | Kathy            |       |
| 1980 | The Stunt Man        | Denise           |       |
| 1981 | Separate Ways        | Karen Haskell    |       |
| 1983 | Sweet Sixteen        | Kathy Hopkins    |       |
| 1983 | Lone Wolf McQuade    | Molly McQuade    |       |
| 1984 | Night of the Comet   | Doris            |       |
| 1987 | Can't Buy Me Love    | Mrs. Mancini     |       |
| 1989 | One Man Force        | Shirley          |       |
| 1991 | Lonely Hearts        | Louise           |       |
| 1993 | Arcade               | madre de Alex    | Video |
| 1995 | Beyond Desire        | Shirley          |       |
| 1995 | A Gift from Heaven   | Ma Samuels       |       |
| 1996 | Timeless Obsession   | Mrs. Sparrow     |       |
| 1997 | Last Chance Love     | Mrs. Worthington |       |

### Televisión
| Año       | Título                                 | Papel                      | Notas                                                      |
| --------- | -------------------------------------- | -------------------------- | ---------------------------------------------------------- |
| 1961      | Naked City                             | Actriz (sin acreditar)     | Episodio: "The Hot Minerva"                                |
| 1962      | Alfred Hitchcock Presents              | Lolly Wilkens              | Episodio: "The Matched Pearl"                              |
| 1962      | Wagon Train                            | Judy                       | Episodio: "The Orly French Story"                          |
| 1962-1963 | Saints and Sinners                     | Polly Holloran             | 12 episodios                                               |
| 1963      | Empire                                 | Lisa Barry                 | Episodio: "Stopover on the Way to the Moon"                |
| 1963      | My Favorite Martian                    | Gloria Trimble             | Episodio: "There Is No Cure for the Common Martian"        |
| 1963      | Death Valley Days                      | Cara Franklin              | Episodio: "The Holy Terror"                                |
| 1963      | Kraft Suspense Theatre                 | Althea Winton              | Episodio: "Are There Any More Out There Like You?"         |
| 1963      | The Lieutenant                         | Pam Canford                | Episodio: "Alert"                                          |
| 1963      | Ben Casey                              | Michael Ann Bowersox       | Episodio: "The White Ones Are Dolphins"                    |
| 1963      | Gunsmoke                               | Lottie Belle               | Episodio: "With a Smile" Episodio: "Quint's Trail"         |
| 1964      | Arrest and Trial                       | Angela                     | Episodio: "Onward and Upward"                              |
| 1964      | Wagon Train                            | Pearlie Garnet             | Episodio: "The Pearlie Garnet Story"                       |
| 1964      | Bob Hope Presents the Chrysler Theatre | Melissa                    | Episodio: "A Slow Fade to Black"                           |
| 1964      | Gunsmoke                               | Annie                      | Episodio: "Trip West"                                      |
| 1964      | The Fugitive                           | Elvie                      | Episodio: "Corner of Hell"                                 |
| 1964      | Burke's Law                            | Libby Hale                 | Episodio: "Who Killed the Surf Broad?"                     |
| 1964      | The Alfred Hitchcock Hour              | Melanie Rydell             | Episodio: "The Second Verdict"                             |
| 1964      | Dr. Kildare                            | Jeanne Sawyer              | Episodio: "Night of the Beast"                             |
| 1964      | The Man from U.N.C.L.E.                | Sandy Wister               | Episodio: "The Double Affair"                              |
| 1964      | Ben Casey                              | Ellen Hardin               | Episodio: "For a Just Man Falleth Seven Times"             |
| 1965      | Ben Casey                              | Penny Carson               | Episodio: "The Day They Stole County General"              |
| 1965      | The Alfred Hitchcock Hour              | Rosie                      | Episodio: "Final Performance"                              |
| 1965      | The Beverly Hillbillies                | Kitty Devine               | Episodio: "The Movie Starlet"                              |
| 1965      | The Fugitive                           | Elvie                      | Episodio: "Corner of Hell"                                 |
| 1965      | Rawhide                                | Billie Lou                 | Episodio: "Hostage for Hanging"                            |
| 1965      | I Dream of Jeannie                     | Nina Ferguson              | Episodio: "The Yacht Murder Case"                          |
| 1965      | My Three Sons                          | Cathy                      | Episodio: "My Son, the Ballerina"                          |
| 1965      | Dr. Kildare                            | Glenda Hester Rachel Field | 3 episodios                                                |
| 1966      | The Wackiest Ship in the Army          |                            | Episodio: "Girl in Polka-Dot Swimsuit"                     |
| 1966      | Run for Your Life                      | Jenny Louise               | Episodio: "The Night of Terror" Episodio: "The Sex Object" |
| 1966      | The Man from U.N.C.L.E.                | Leslie Stemmler            | Episodio: "The Minus-X Affair"                             |
| 1967      | Iron Horse                             | Carrie                     | Episodio: "The Pembrooke Blood"                            |
| 1967      | The Man from U.N.C.L.E.                | Jacqueline Midcult         | Episodio: "The Pieces of Fate Affair"                      |
| 1967      | The Virginian                          | Mavis                      | Episodio: "Execution at Triste"                            |
| 1968      | The Wild Wild West                     | Cloris Colton              | Episodio: "The Night of the Amnesiac"                      |
| 1968      | Insight                                |                            | Episodio: "Look Back to the Garden"                        |
| 1968      | Premiere                               | Joan Mears                 | Episodio: "Lassiter"                                       |
| 1969      | The Name of the Game                   | Jesse Boone                | Episodio: "A Hard Case of the Blues"                       |
| 1970      | Quarantined                            | Ginny Pepper               | Telefilme                                                  |
| 1970      | Medical Center                         | Linda Atwood               | Episodio: "Between Dark and Daylight"                      |
| 1970      | Men at Law                             | Donna Brooks               | Episodio: "Easy to Be Hard"                                |
| 1971      | The Name of the Game                   | Sandrelle                  | Episodio: "LA 2017"                                        |
| 1971      | Dr. Simon Locke                        | Maggie                     | Episodio: "Target Ms. Blue"                                |
| 1971      | The D.A.                               | Georgia Young              | Episodio: "The People vs. Edwards"                         |
| 1972      | The Eyes of Charles Sand               | Emily Parkhurst            | Telefilme                                                  |
| 1972      | Banyon                                 | Wanda                      | Episodio: "Meal Ticket"                                    |
| 1972      | Marcus Welby, M.D.                     | Cecile Ramsey              | Episodio: "He Could Sell Iceboxes to Eskimos"              |
| 1973      | The New Perry Mason                    | Pat Morrisey               | Episodio: "The Case of the Murdered Murderer"              |
| 1973      | Police Story                           | Bobbie                     | Episodio: "Requiem for an Informer"                        |
| 1973      | Wide World Mystery                     | Linda                      | Episodio: "A Little Bit Like Murder"                       |
| 1974      | Wide World Mystery                     | Madeline Rivera            | Episodio: "The Cloning of Clifford Swimmer"                |
| 1974      | Love, American Style                   | Sheila                     | Episodio: "Love and the Flying Finletters"                 |
| 1974      | The F.B.I.                             | Lee Thomas                 | Episodio: "The $20,000,000 Hit"                            |
| 1974      | Police Story                           | Bobbie                     | Episodio: "The Hunters"                                    |
| 1974      | Chase                                  | Elaine                     | Episodio: "Remote Control"                                 |
| 1974      | Insight                                | Susan                      | Episodio: "The Theft"                                      |
| 1974      | The Underground Man                    | Marty Nickerson            | Telefilme                                                  |
| 1974      | Petrocelli                             | Arlene Johnson             | Episodio: "A Life for a Life"                              |
| 1974      | The Six Million Dollar Man             | Angie Walker               | Episodio: "Stranger in Broken Fork"                        |
| 1974      | Police Woman                           | Marcia Gordon              | Episodio: "The Cradle Robbers"                             |
| 1975      | Emergency!                             | Catherine                  | Episodio: "Smoke Eater"                                    |
| 1975      | Harry O                                | Pauline                    | Episodio: "For the Love of Money"                          |
| 1975      | Kolchak: The Night Stalker             | Lila Morton                | Episodio: "Chopper"                                        |
| 1975      | Police Story                           | Kathy Sherman              | Episodio: "The Execution"                                  |
| 1975      | McCloud                                | Holly Dayton               | Episodio: "Showdown at Times Square"                       |
| 1975      | Bronk                                  |                            | Episodio: "The Pickoff"                                    |
| 1976      | Police Woman                           | Hallie                     | Episodio: "The Death of a Dream"                           |
| 1976      | Gibbsville                             | Mildred                    | Episodio: "Afternoon Waltz"                                |
| 1978      | Hawaii Five-O                          | Frankie Demara             |                                                            |
| 1978      | Walt Disney's Wonderful World of Color | Mamma Doyle                | Episodio: "The Young Runaways"                             |
| 1978      | Match Game '78                         | Herself                    | 5 Episodios                                                |
| 1978      | Man from Atlantis                      | Charlene Baker             | Episodio: "Deadly Carnival"                                |
| 1979      | The Last Ride of the Dalton Gang       | Flo Quick                  | Telefilme                                                  |
| 1979      | Mrs. Columbo                           | Dorothy Hunt               | Episodio: "Falling Star"                                   |
| 1980      | Hawaii Five-O                          | Det. Lori Wilson           | 13 episodios                                               |
| 1980      | Rage!                                  | Dottie                     | Telefilme                                                  |
| 1981      | Born to Be Sold                        | Joan Helick                | Telefilme                                                  |
| 1983      | T. J. Hooker                           | Irene Gordon               | Episodio: "Sweet Sixteen and Dead"                         |
| 1983      | Small & Frye                           | Rita                       | Episodio: "The Case of the Street of Silence"              |
| 1984-1985 | Rituals                                | Cherry Lane                | serie de televisión                                        |
| 1989      | Freddy's Nightmares                    | Mrs. Wax                   | Episodio: "Do You Know Where Your Kids Are?"               |
| 1991-1996 | The Young and the Restless             | Florence Webster           | serie de televisión                                        |
| 1992      | Matlock                                | Rose Ballou                | Episodio: "The Abduction"                                  |
| 1993      | Sworn to Vengeance                     | Sylvia Haskell             | Telefilme                                                  |
| 1995      | Yakuza Connection                      | Lois                       | Telefilme                                                  |
| 1999      | JAG                                    | Mary Hanratti              | Episodio: "Dungaree Justice"                               |
| 2013–2014 | Broken at Love                         | Grandma Geraldine          | 2 episodios                                                |